# Schneckenbusch
Schneckenbusch – Schnäggebesch ou Schnäggebisch en francique rhénan et en alémanique – est une commune française située dans le département de la Moselle en région Grand Est.
Cette commune se trouve dans la région historique de Lorraine allemande et fait partie du pays de Sarrebourg. Les argiles de la commune ont longtemps alimenté les productions de la faïencerie de Niderviller.
Ses habitants sont appelés les Schneckenbuschois.

## Géographie

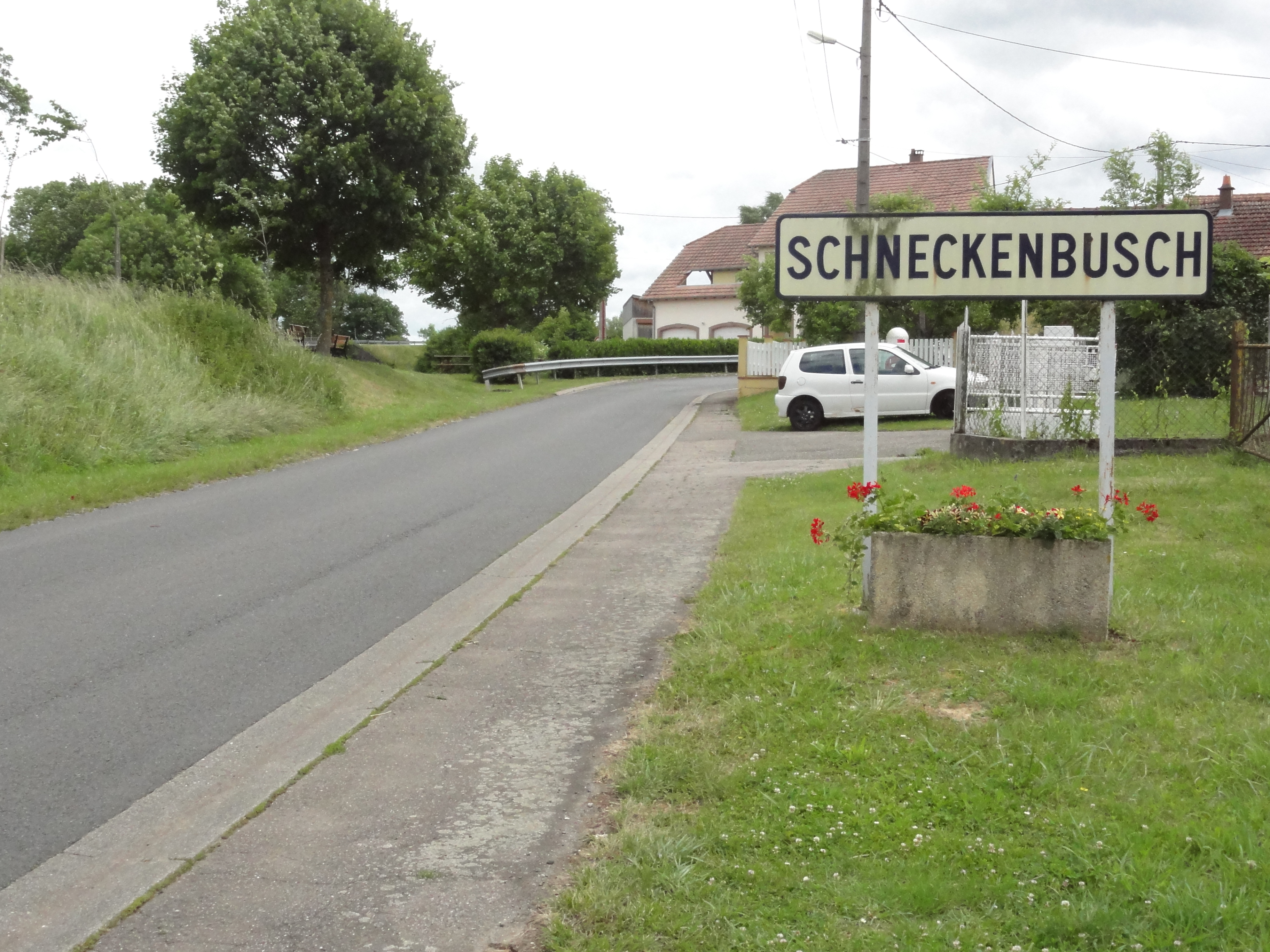
Entrée du village.

Schneckenbusch est un petit village situé en Moselle, à environ 5 km au sud-est de Sarrebourg.
Le village est traversé par la Bièvre, une petite rivière qui prend sa source au pied du massif vosgien, et par le canal de la Marne au Rhin. Desservie par la RD 96a, la commune se trouve à 70 km de Strasbourg, 80 km de Sarrebruck, 90 km de Nancy et 100 km de Metz.
Le sud de la commune fait partie de la ZNIEFF  « Vosges moyennes ».
Du fait de sa proximité de l'Alsace et de sa situation en Moselle germanophone, le village de Schneckenbusch se situe dans une partie de la Lorraine où se mélangent culture alsacienne et lorraine.

### Communes limitrophes
| Buhl-Lorraine |                |              |
|               | Schneckenbusch | Brouderdorff |
| Hesse         |                |              |

### Lieux-dits et écarts
Hameau de Bettling.

### Hydrographie
La commune est située dans le bassin versant du Rhin au sein du bassin Rhin-Meuse. Elle est drainée par le canal de la Marne au Rhin, la Bièvre, la dérivation de Neuhmuhl, le ruisseau de Baschelmatte et le ruisseau de la Hengstmatte.
Le canal de la Marne au Rhin, d'une longueur totale de 314 km, creusé de 1846 à 1853 et comptant 178 écluses à l'origine, relie la Marne (à Vitry-le-François) au Rhin (à Strasbourg). Par le canal latéral de la Marne, il est connecté au réseau navigable de la Seine vers l'Île-de-France et la Normandie.
La Bièvre, d'une longueur totale de 24,8 km, prend sa source dans la commune de Walscheid et se jette  dans la Sarre à Sarraltroff, après avoir traversé neuf communes. La Bièvre fournissait autrefois l'énergie de quatorze moulins dont celui de Schneckenbusch-Bettling.

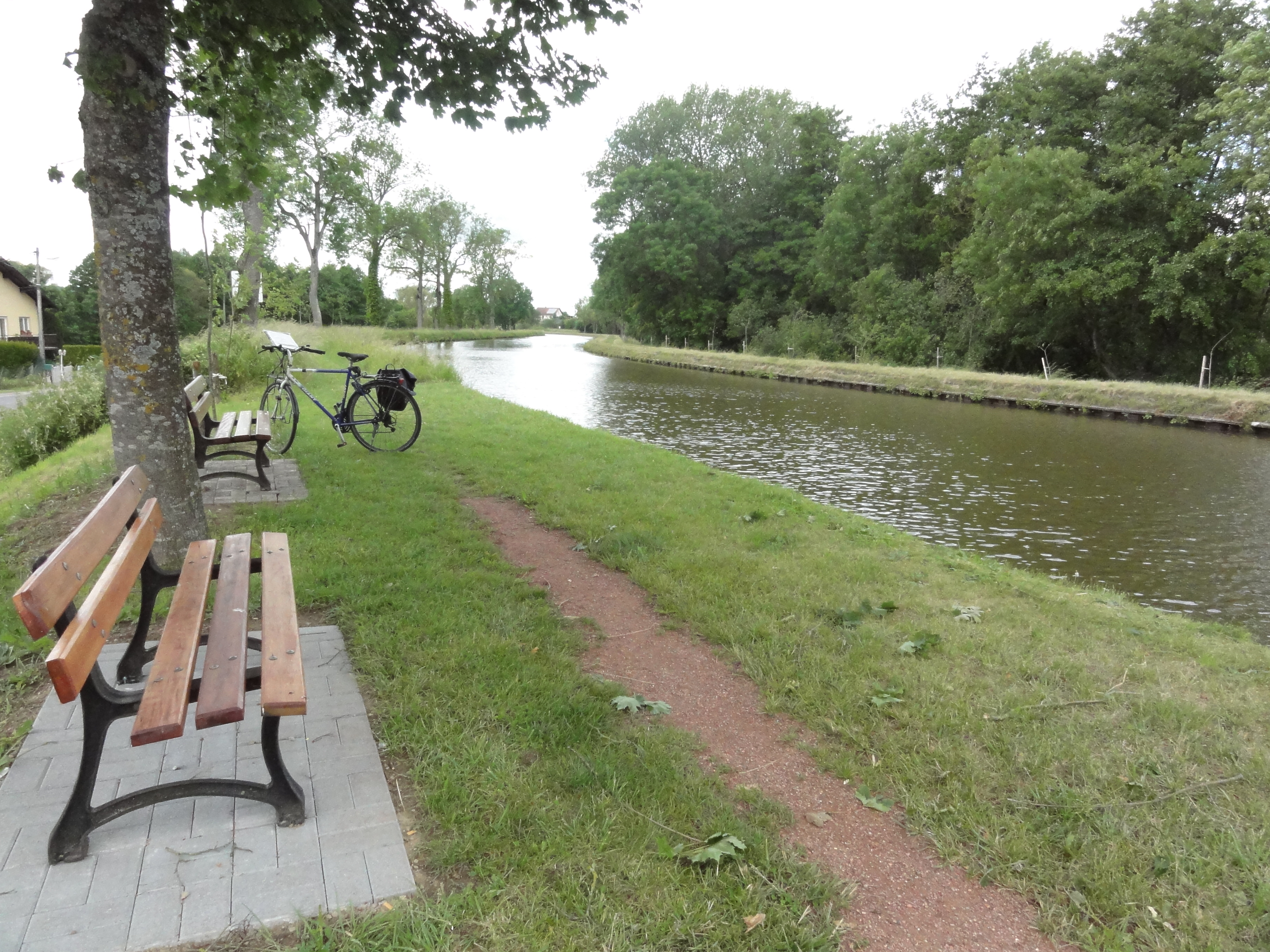
Canal de la Marne au Rhin à Schneckenbusch.
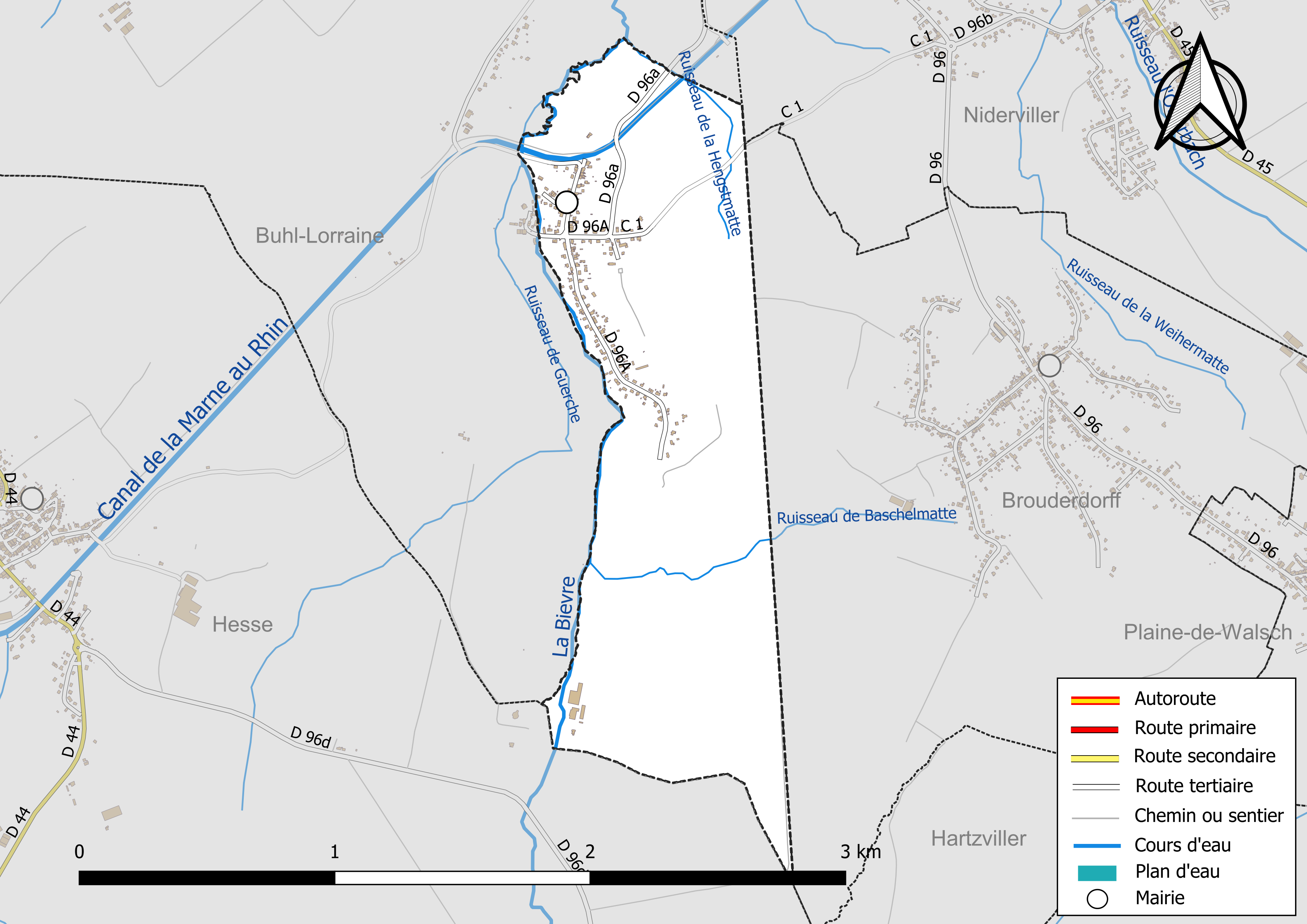
Réseaux hydrographique et routier de Schneckenbusch.

La qualité des eaux des principaux cours d’eau de la commune, notamment du canal de la Marne au Rhin et de la Bievre, peut être consultée sur un site spécial géré par les agences de l’eau et l’Agence française pour la biodiversité.

### Climat
Pour des articles plus généraux, voir Climat du Grand Est et Climat de la Moselle.
En 2010, le climat de la commune est de type climat des marges montargnardes, selon une étude du Centre national de la recherche scientifique s'appuyant sur une série de données couvrant la période 1971-2000. En 2020, Météo-France publie une typologie des climats de la France métropolitaine dans laquelle la commune est exposée à un climat semi-continental et est dans la région climatique  Vosges, caractérisée par une pluviométrie très élevée (1 500 à 2 000 mm/an) en toutes saisons et un hiver rude (moins de 1 °C). 
Pour la période 1971-2000, la température annuelle moyenne est de 9,8 °C, avec une amplitude thermique annuelle de 17,1 °C. Le cumul annuel moyen de précipitations est de 920 mm, avec 12,7 jours de précipitations en janvier et 10 jours en juillet. Pour la période 1991-2020, la température moyenne annuelle observée sur la station météorologique de Météo-France la plus proche, « Nitting_sapc », sur la commune de Nitting à 5 km à vol d'oiseau, est de 10,4 °C et le cumul annuel moyen de précipitations est de 993,7 mm. 
La température maximale relevée sur cette station est de 37,9 °C, atteinte le 25 juillet 2019 ; la température minimale est de −19,4 °C, atteinte le 26 décembre 2010,,. 
Les paramètres climatiques de la commune ont été estimés pour le milieu du siècle (2041-2070) selon différents scénarios d'émission de gaz à effet de serre à partir des nouvelles projections climatiques de référence DRIAS-2020. Ils sont consultables sur un site spécial publié par Météo-France en novembre 2022.

## Urbanisme

### Typologie
Au 1er janvier 2024, Schneckenbusch est catégorisée commune rurale à habitat dispersé, selon la nouvelle grille communale de densité à sept niveaux définie par l'Insee en 2022.
Elle est située hors unité urbaine. Par ailleurs la commune fait partie de l'aire d'attraction de Sarrebourg, dont elle est une commune de la couronne,. Cette aire, qui regroupe 87 communes, est catégorisée dans les aires de 50 000 à moins de 200 000 habitants,.

### Occupation des sols
L'occupation des sols de la commune, telle qu'elle ressort de la base de données européenne d’occupation biophysique des sols Corine Land Cover (CLC), est marquée par l'importance des territoires agricoles (65,6 % en 2018), en diminution par rapport à 1990 (67,7 %). La répartition détaillée en 2018 est la suivante : 
terres arables (53,6 %), forêts (22 %), zones urbanisées (12,4 %), prairies (12 %). L'évolution de l’occupation des sols de la commune et de ses infrastructures peut être observée sur les différentes représentations cartographiques du territoire : la carte de Cassini (XVIIIe siècle), la carte d'état-major (1820-1866) et les cartes ou photos aériennes de l'IGN pour la période actuelle (1950 à aujourd'hui).

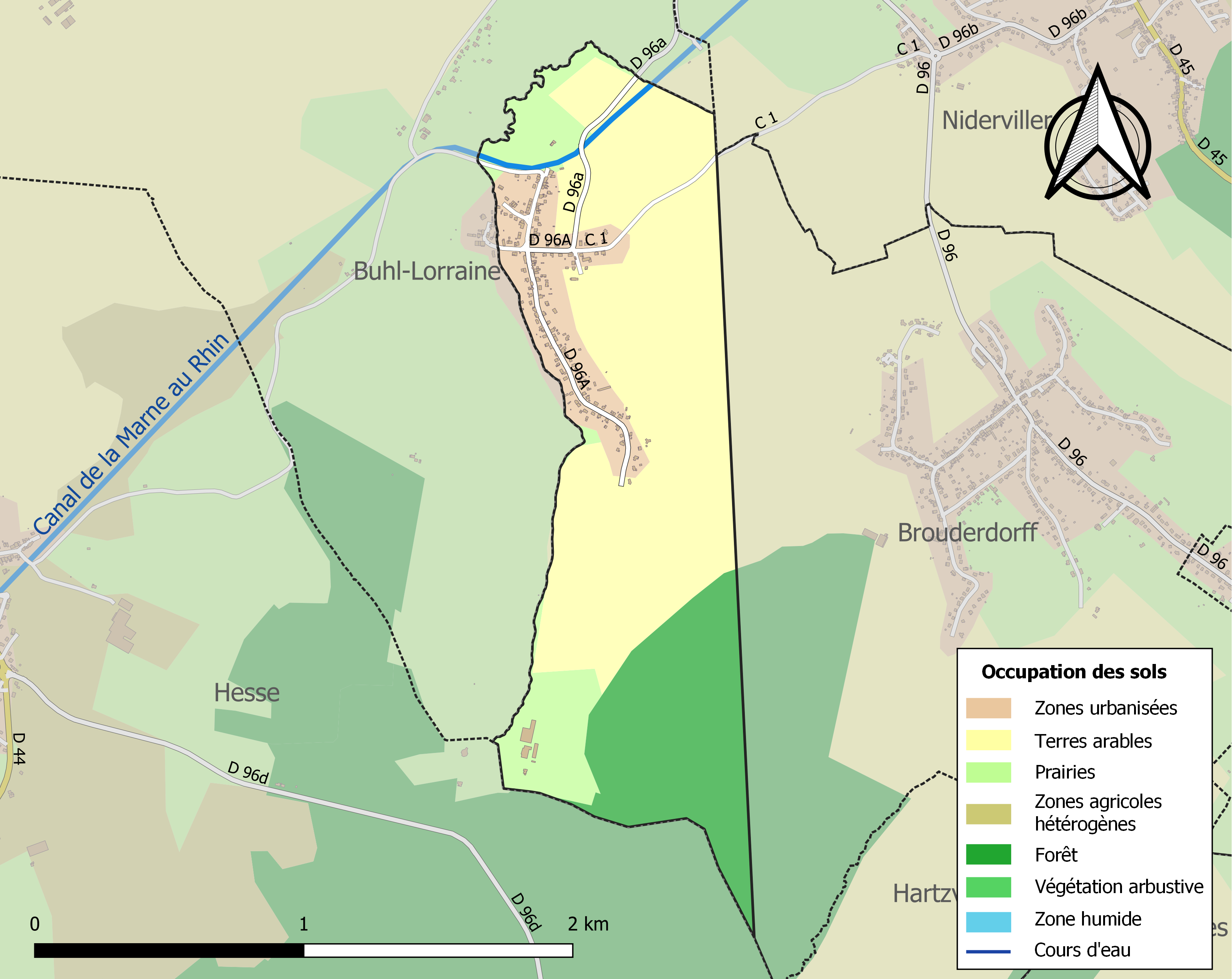
Carte des infrastructures et de l'occupation des sols de la commune en 2018 (CLC).

## Toponymie
- Du germanique schneck « limace/escargot » + busch « bois, bosquet »[16]. Le mot Schneckenbusch signifie en allemand : buisson aux escargots. Toponyme similaire : Schneckenhausen, en Rhénanie-Palatinat.
- Anciennes mentions[17] : Schneckenbouch (1720), Schneckebouche (1727), Schneckenbech (1751), Schneckenbesch (1782).
- Schneckebesch[18] et Schneggebesch en francique lorrain.

## Histoire
Schneckenbusch est un village récent, il parait avoir été fondé par les princes de Lixheim, il est retourné à la Lorraine avec les autres possessions de ces seigneurs. il fut alors compris dans le bailliage de Lixheim (généralité et parlement de Nancy).
Du point de vue spirituel, la commune était en 1836 rattachée à la paroisse de Bühl.
En Août 1914 Schneckenbusch fut le lieu de très rudes combats  contre l’armée Allemande avec de lourdes pertes.
C’est le 20 Août que notamment le lieutenant Louis Paul Hertz chevalier de la légion d’honneur 1912 et commandant le premier bataillon du 16 ième régiment d’infanterie trouva la mort sur la commune.
Le 21 novembre 1944, le village est libéré par la 44th Division Infantry.

## Démographie
L'évolution du nombre d'habitants est connue à travers les recensements de la population effectués dans la commune depuis 1793. Pour les communes de moins de 10 000 habitants, une enquête de recensement portant sur toute la population est réalisée tous les cinq ans, les populations de référence des années intermédiaires étant quant à elles estimées par interpolation ou extrapolation. Pour la commune, le premier recensement exhaustif entrant dans le cadre du nouveau dispositif a été réalisé en 2006.

En 2022, la commune comptait 313 habitants, en évolution de +3,99 % par rapport à 2016 (Moselle : +0,52 %, France hors Mayotte : +2,11 %).
| 1793 | 1800 | 1806 | 1821 | 1831 | 1836 | 1841 | 1846 | 1851 |
| ---- | ---- | ---- | ---- | ---- | ---- | ---- | ---- | ---- |
| 148  | 207  | 233  | 250  | 270  | 314  | 326  | 322  | 274  |

| 1856 | 1861 | 1871 | 1875 | 1880 | 1885 | 1890 | 1895 | 1900 |
| ---- | ---- | ---- | ---- | ---- | ---- | ---- | ---- | ---- |
| 261  | 256  | 265  | 311  | 275  | 272  | 272  | 269  | 240  |

| 1905 | 1910 | 1921 | 1926 | 1931 | 1936 | 1946 | 1954 | 1962 |
| ---- | ---- | ---- | ---- | ---- | ---- | ---- | ---- | ---- |
| 279  | 266  | 232  | 248  | 232  | 233  | 255  | 247  | 232  |

| 1968 | 1975 | 1982 | 1990 | 1999 | 2006 | 2011 | 2016 | 2021 |
| ---- | ---- | ---- | ---- | ---- | ---- | ---- | ---- | ---- |
| 242  | 264  | 252  | 278  | 269  | 290  | 301  | 301  | 310  |

| 2022 | - | - | - | - | - | - | - | - |
| ---- | - | - | - | - | - | - | - | - |
| 313  | - | - | - | - | - | - | - | - |

## Culture locale et patrimoine
Située dans une zone de transition entre l'Alsace et la Lorraine, Schneckenbusch mélange à la fois la culture lorraine et la culture alsacienne.

### Lieux et monuments

#### Édifices civils
- La « Maison du pâtre » (Hirtenhiesel) ; était habitée par le pâtre du village, c'est-à-dire une sorte de berger communal à qui on confiait les bêtes pour qu'il les emmène aux pâturages ; en 1986, le bâtiment étant inhabité, on décida de le mettre à dispositions de toute association désirant y faire des réunions ou autres ; rénovée et quelque peu agrandie, elle accueille depuis septembre 2008 la nouvelle mairie de la commune ;
- La commune a aussi hérité de la Seconde Guerre mondiale quatre « fermes héréditaires » (Erbhof). Ces fermes étaient destinées à des propriétaires qui étaient protégés de la saisie et de l’expulsion mais liés à l’État, à leurs fermes et à leurs terres au fil des générations.

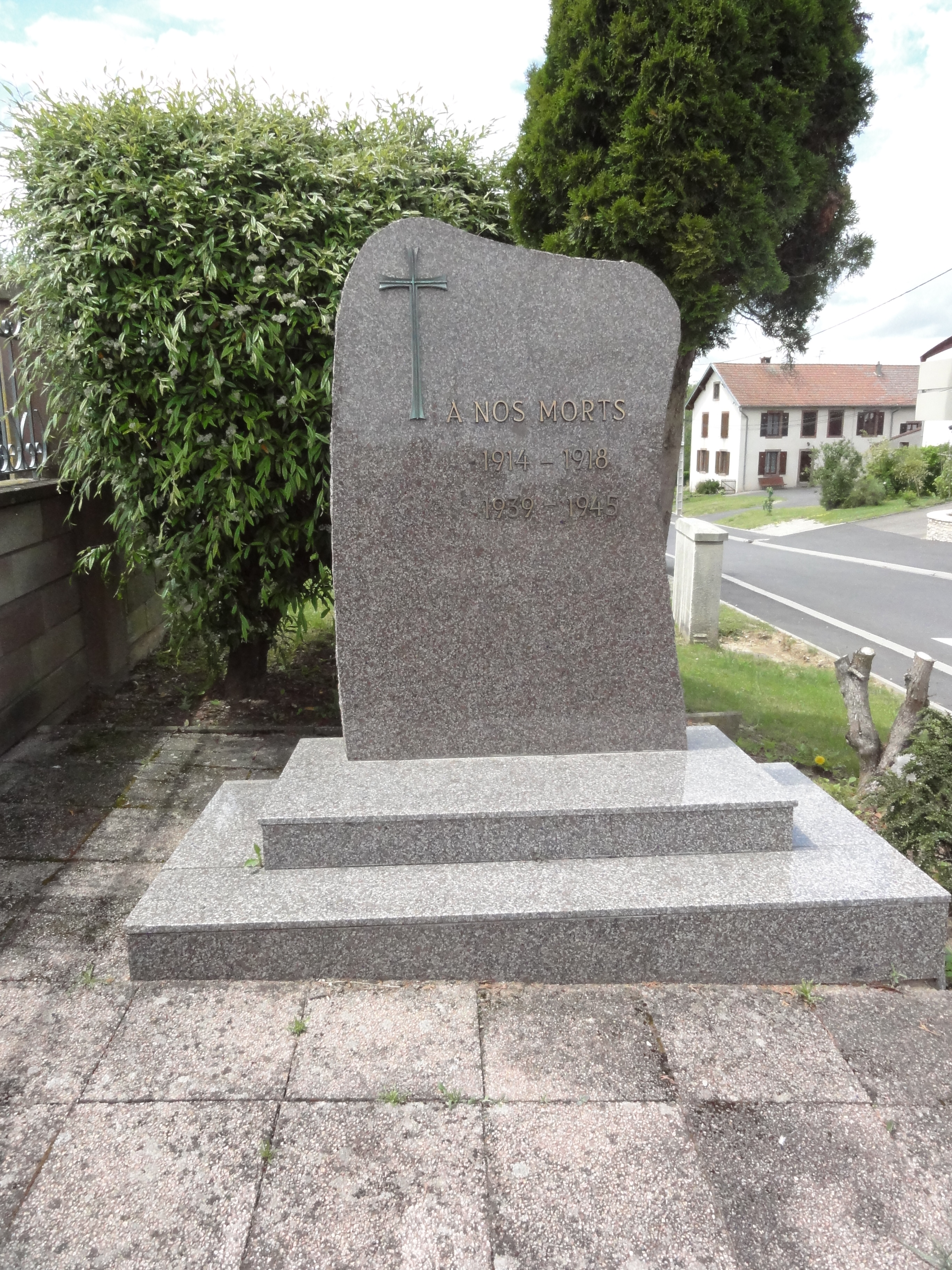
Monument aux morts.
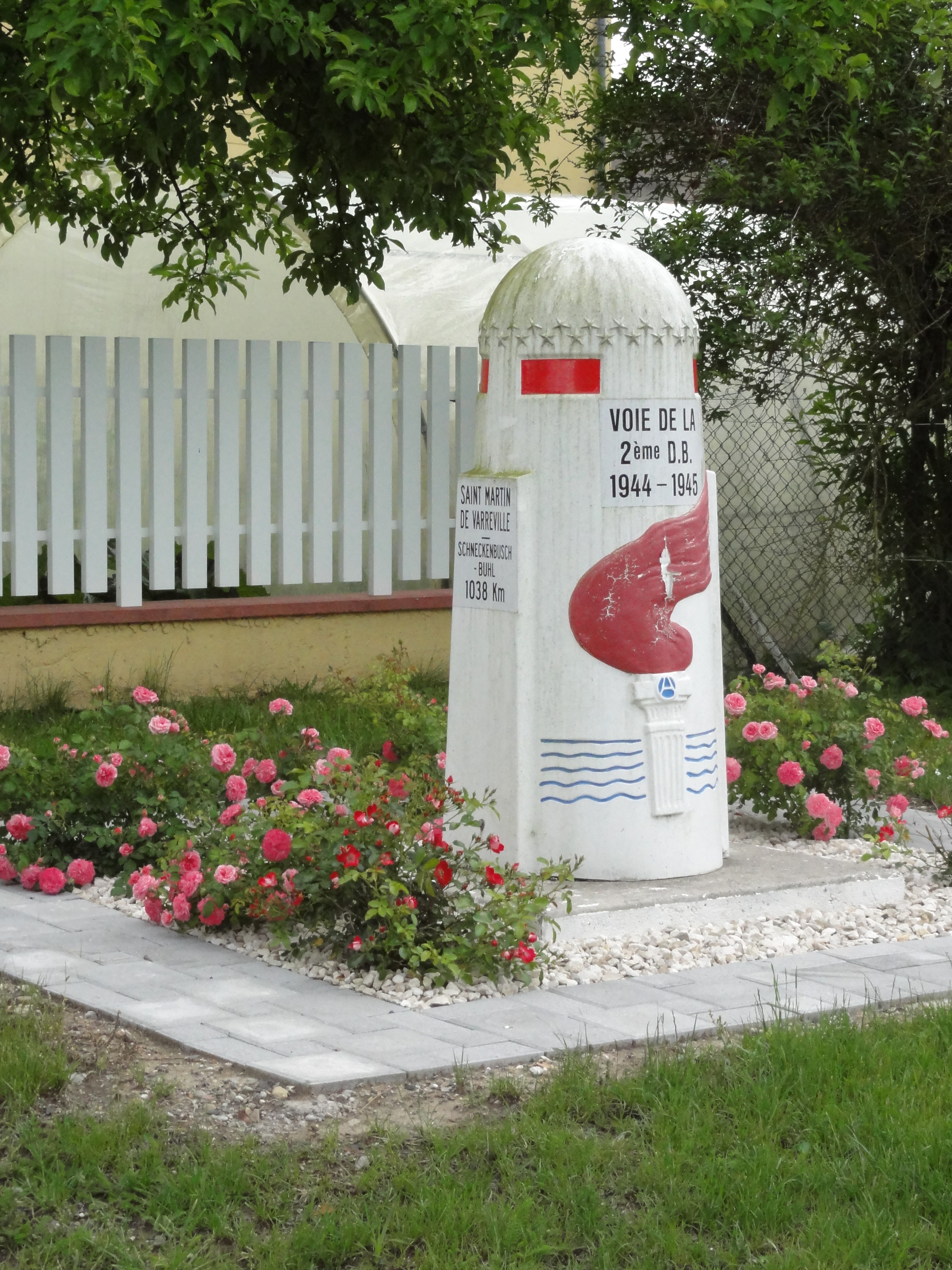
Stèle Voie de la libération.

- Monument aux morts.
- Stèle Voie de la libération.

#### Édifices religieux

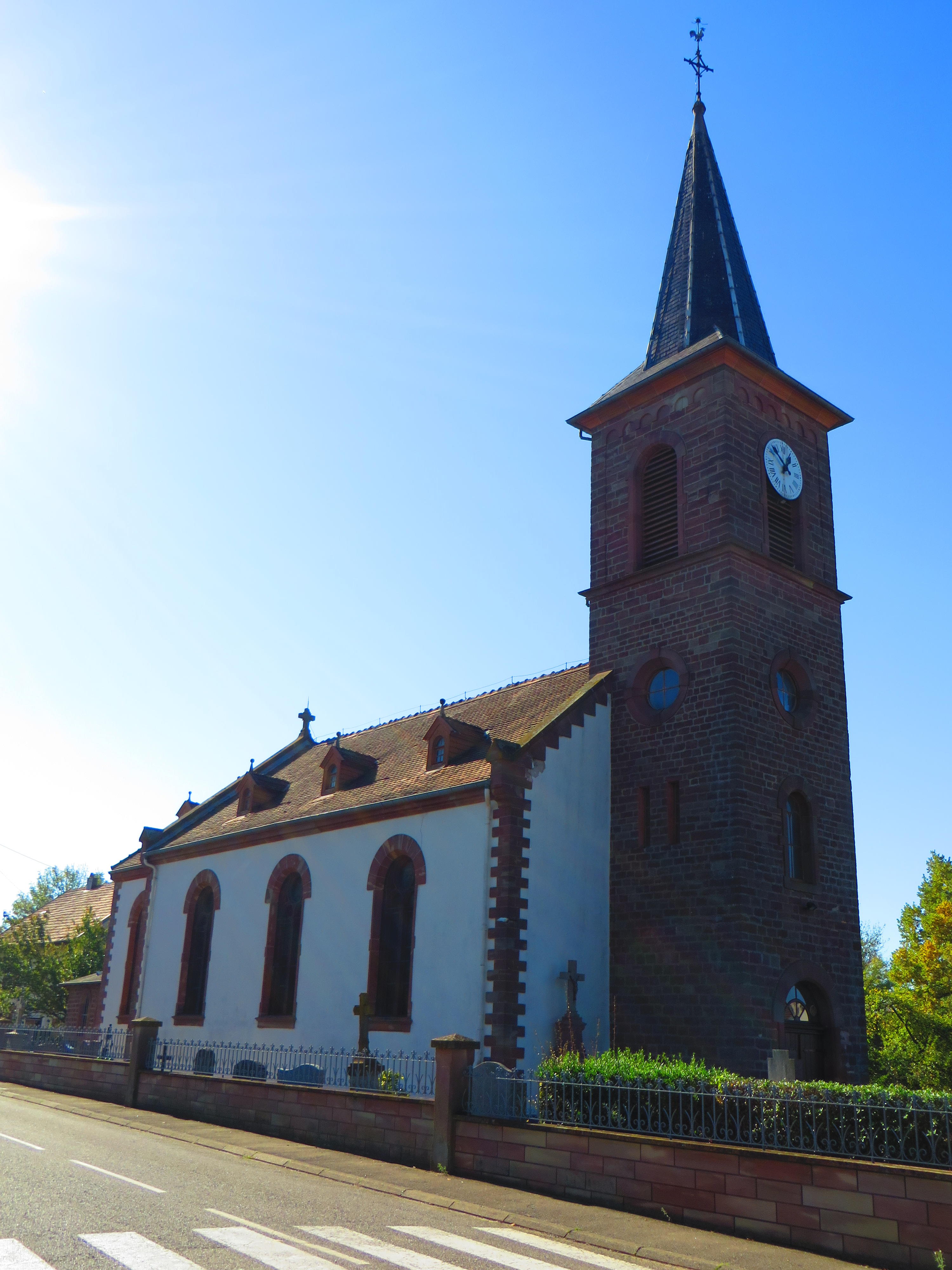
Église de la Nativité de la Vierge

- Église de la Nativité de la Vierge de style néoroman XIXe siècle ;
- Sept calvaires ;
- Statue Mater dolorosa

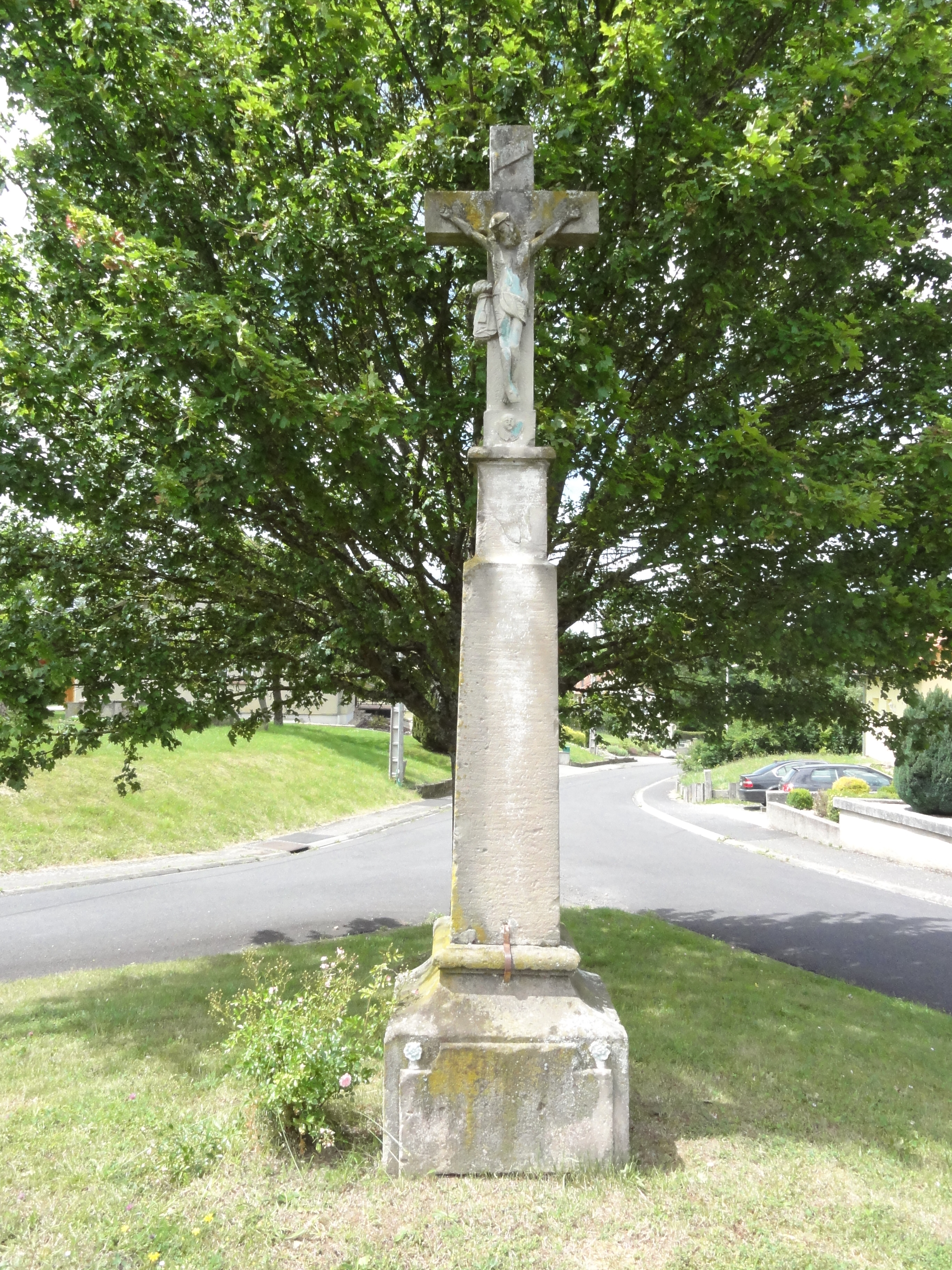
Calvaire
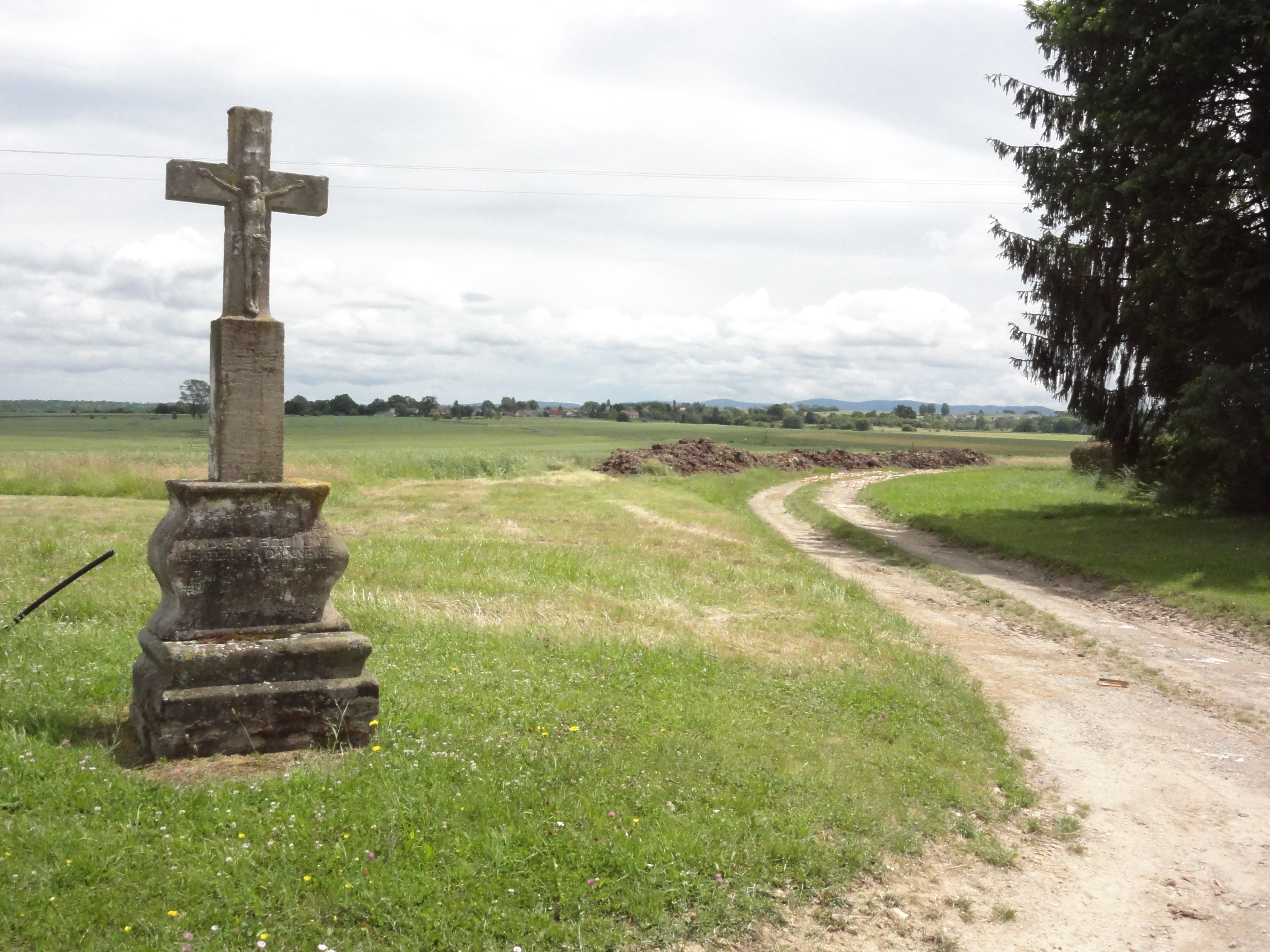
Calvaire
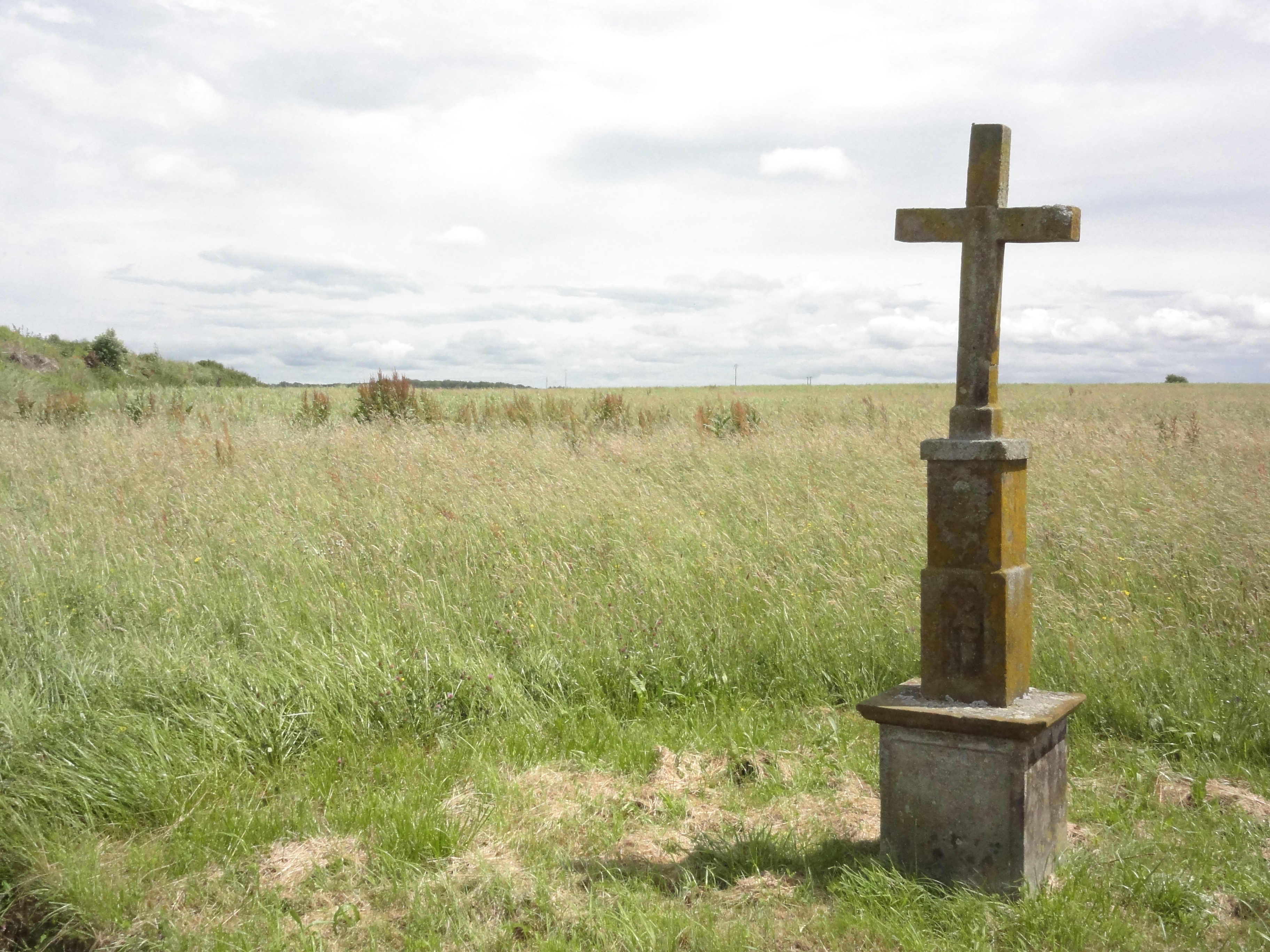
Calvaire
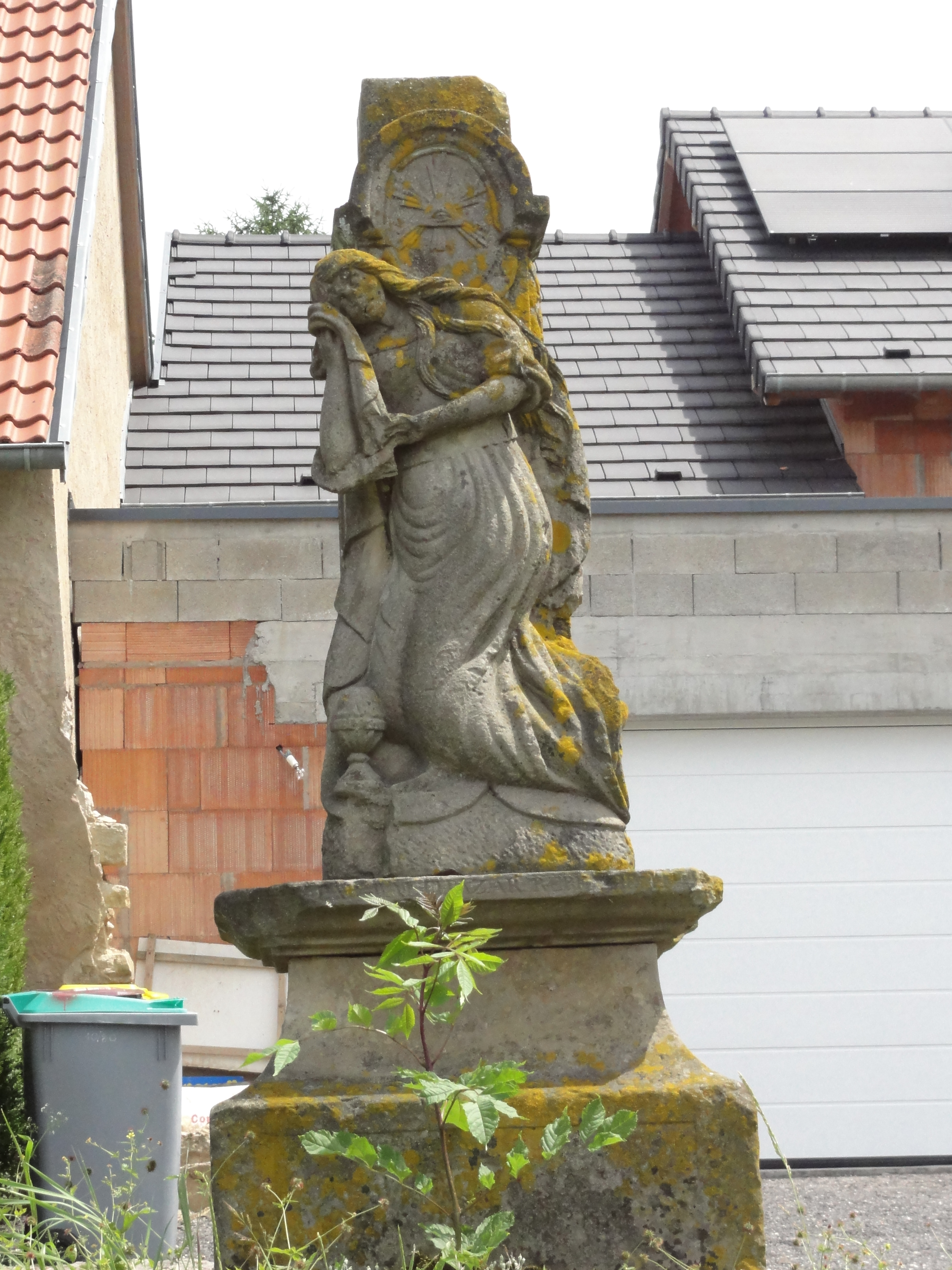
Statue Mater dolorosa

### Langue
Schneckenbusch se situe en Moselle germanophone, proche de la frontière linguistique mosellane. Le village se trouve dans une zone de transition entre le francique rhénan et le bas-alémanique.

### Héraldique
|  | Les armes du village se blasonnent ainsi :Parti: au 1er d'argent à trois demi-ramures de cerf de gueules, chevillées de trois pièces, posées en bande et rangées en pal, au 2e d'azur au lion couronné d'or. |

On distingue à dextre les armoiries des comtes de Lutzelbourg  aux couleurs inversées par souci d'esthétique et à senestre celles de la ville de Sarrebourg. Ce blason est la transposition d'armes sculptées sur une ancienne borne du territoire communal qui délimitait les terres de la ville de Sarrebourg et du comté de Lutzelbourg, ce qui explique sa composition.

## Pour approfondir